# Funny van Dannen

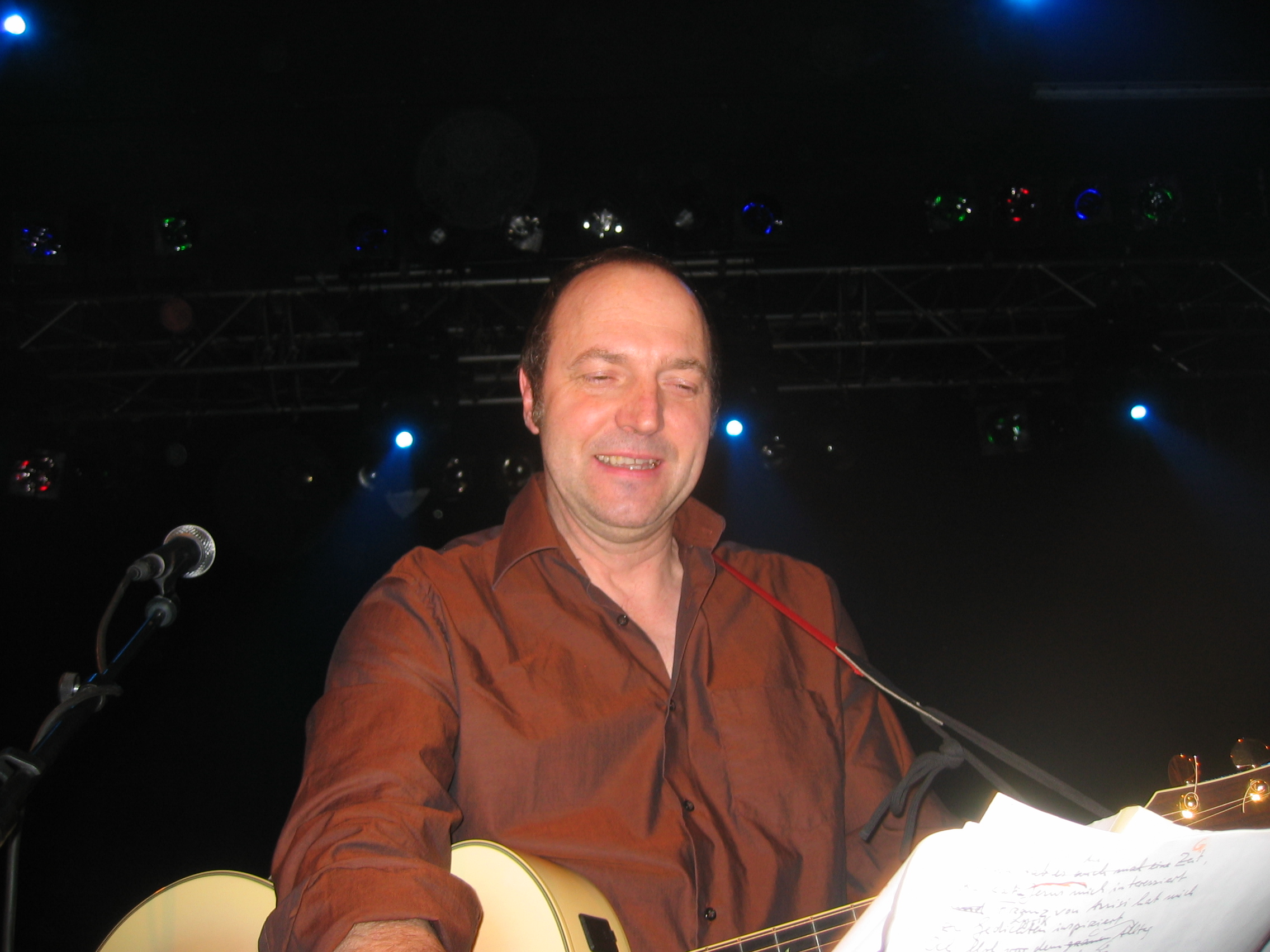
Funny van Dannen, Wiedeń 2009

Funny van Dannen, właściwie Franz-Josef Hagmanns-Dajka (ur. 10 marca 1958 w Tüddern [gmina Selfkant] w ówczesnej Holandii) – niemiecki piosenkarz, kompozytor, pisarz i malarz pochodzenia holenderskiego.

## Życie
Funny van Dannen jest synem Niderlandki. Jego językiem ojczystym jest dialekt limburski. Z wykształcenia jest grafikiem, ale nigdy nie wykonywał tego zawodu. Jako nastolatek zbierał pierwsze doświadczenia muzyczne śpiewając w południowolimburskim dialekcie do gitary oraz parodiując piosenkarza Heino w czasie karnawału. Niestety przejście się nie powiodło, ponieważ ten wtedy drugoligowy klub nie chciał go odkupić od jego aktualnej drużyny za kwotę 11 000 marek. Dlatego też Funny van Dannen nie został profesjonalnym piłkarzem.
Przerwał naukę trzy miesiące przed maturą i w 1978 przeprowadził się do Berlina. Tam grał w różnych zespołach punkowych i jazzowych oraz – z zamiarem zostania malarzem – zaczął wystawiać swoje obrazy. Przez jakiś czas pracował w klinice Sterlitz, dziś oddział szpitala Charité, jako pełnomocnik do spraw sztuki. W 1984 razem z żoną prowadził przez dwa lata dyskont / sklep ze sztuką. Od 1987 roku występował z niemieckimi piosenkami swojego autorstwa śpiewanymi przy akompaniamencie gitary. w roku 1988 był współzałożycielem grupy Lassie Singers, jednak opuścił zespół po kilku miesiącach. W następnym latach utrzymywał się z odczytywania swoich historyjek w barach, aż w roku 1991 we współpracy z Erichem Maas wydał książkę pt. Spurt ins Glück – w niedużym nakładzie, w wydawnictwie Warnke & Maas. W roku 2005 jego książka pt. Neues von Gott (Nowości od Boga), wydana w wydawnictwie Antje Kunstmann, zajęła 12. miejsce na liście bestsellerów magazynu der Spiegel.
Jego pierwsza płyta Clubsongs ukazała się w 1995 roku w wytwórni Trikont, a nagrana została na żywo w Golden Pudel Club. Rocko Schamoni, właściciel klubu, dał mu namiary na Campino – od roku 1999 Funny van Dannen regularnie współpracuje z grupą Die Toten Hosen. Od 2007 roku jego płyty wydaje wytwórnia JKP.
Jako malarz do tej pory nie zyskał uznania.
Van Dannen jest żonaty i ma czterech synów.

## Twórczość
Teksty Van Dannen'a są bezczelne, pełne ironii i satyry. Zdarza mu się też śpiewać o miłości. Większość jego płyt to składanki z występów na żywo. Od strony muzycznej jego piosenki mają prostą budowę, wykonywane są przy akompaniamencie gitary i czasami harmonijki ustnej. Niektóre można zaliczyć do gatunku Chanson. Albumy studyjne Herzscheiße oraz Nebelmaschine zostały nagrane z podkładem muzycznym zespołu No-Goods-Band. Przy albumie Saharasand Vincent Sorg współpracował jako muzyk i producent.
W 1991 na debiutanckim albumie zespołu Lassie Singers ukazały się dwie jego piosenki: Falsche Gedanken oraz Jeder ist in seiner eigenen Welt. W 1996 roku zespół nagrał cover piosenki Das Regenlied.
Utwory Van Dannena troszkę większy sukces odniosły w interpretacji innych muzyków niż w jego własnej. Dackelblut wydał w 1995 r. piosenkę Nimm deine traurigen Lieder na swoim albumie Schützen und Fördern. Udo Lindenberg w 1996 zaśpiewał cover piosenki Nana Mouskouri oraz Gutes Tun. Zespół Die Schröders rozpowszechnił piosenkę Saufen umieszczając ja na swoim albumie Glip. Zespół Rantanplan nagrał w 1998 r. swoją wersję piosenki Unbekanntes Pferd.
Od 1999 van Dannen nagrał wiele piosenek razem z zespołem Die Toten Hosen. Znajdują się one na albumach: Unsterblich, Auswärtsspiel, Reich & sexy II, Zurück zum Glück, Nur zu Besuch; na listy przebojów dotarły piosenki Bayern (miejsce 8.) Schön Sein (9.) oraz Walkampf (24.)
W roku 2000 Queen Bee Freundinnen przedstawiły swoją wersję piosenki Homebanking. Natomiast zespół Japanische Kampfhörspiele w 2005 r. nagrał cover utworu Menschenverachtende Untergrundmusik. Również w 2005 Pierre Boom użył utworu Als Willy Brandt Bundeskanzler war do swojego filmu dokumentalnego pt. Schattenväter. Wiglaf Droste nagrał kilka utworów van Dannen'a ze swoim zespołem Spardosen-Terzett. Franz Wittenbrink wykorzystał kilka piosenek w swoim projekcie teatralnym Mütter. W 2006 kilka piosenek przerobił Fitzoblong. W 2007 Funny van Dannen napisał piosenki Staub i Nachtigall dla zespołu Rantanplan do albumu 20359.

## Dyskografia
- Clubsongs (1995)
- Basics (1996)
- Info3 (1997)
- Uruguay (1998)
- Melody Star (2000)
- Groooveman (2002)
- Herzscheiße (2003)
- Nebelmaschine (2005)
- Neues von Gott (Książka mówiona) (2005)
- Authentic Trip (2005)
- Zurück im Paradies (Książka mówiona) (2007)
- Trotzdem danke (2007)
- Saharasand (2009)

## Książki
- Spurt ins Glück (1991)
- Jubel des Lebens (1993)
- Am Wegesrand (1996)
- Komm in meine Arme (1996)
- Der Tag als Rosi kam (1997)
- Neues von Gott (2004)
- Zurück im Paradies (2007)